# Chổi

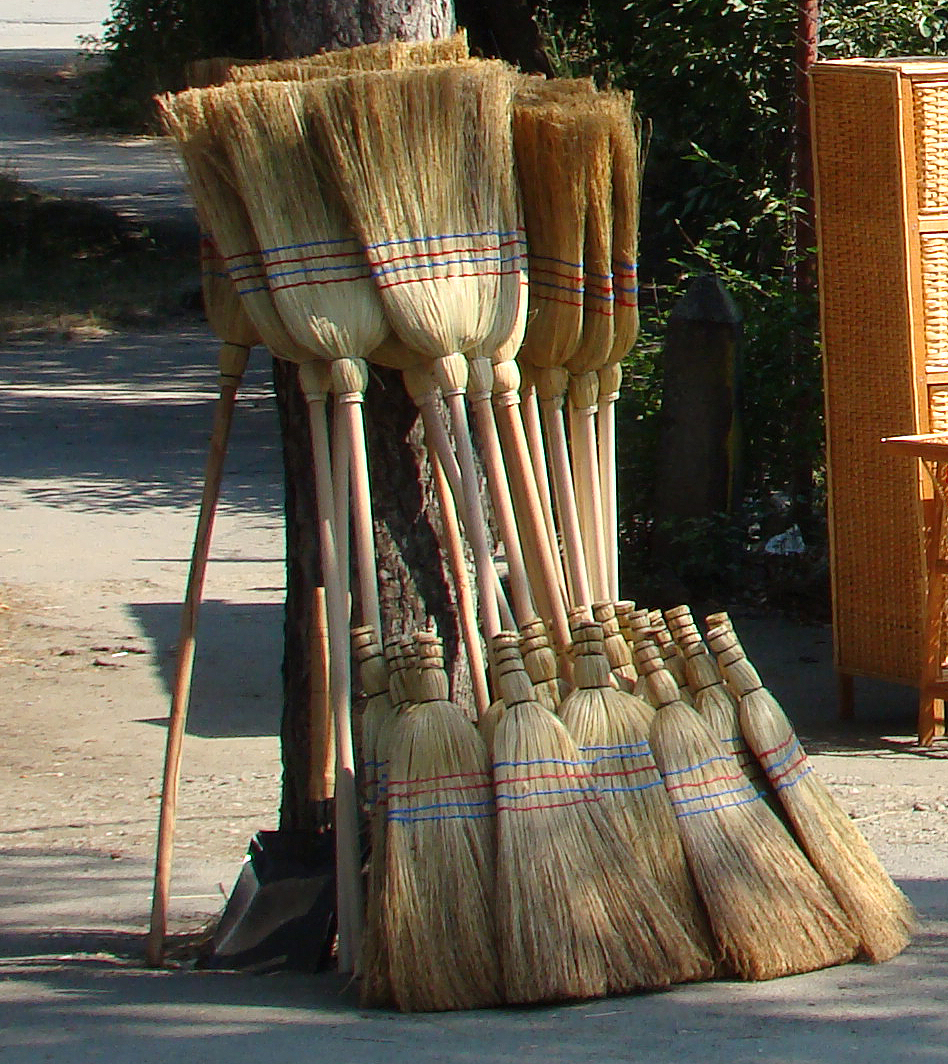
Chổi làm từ lúa miến có cán dài cũng như cán ngắn

Chổi là một dụng cụ làm sạch bao gồm nhiều sợi cứng (thường được làm bằng các vật liệu như nhựa, tóc, hoặc vỏ ngô) được gắn vào, và gần như song song với, một cán gậy hình trụ, được gọi là cán chổi. Do đó, nó được coi là một loại cọ với một cán cầm dài. Nó thường được sử dụng kết hợp với xẻng hốt rác.
"Chổi cứng" và "chổi mềm" được được phân biệt với nhau và với những dụng cụ có độ cứng nằm giữa hai mức này. Chổi mềm được sử dụng ở một số nền văn hoá chủ yếu để quét tường có mạng nhện và nhện, giống như một chiếc chổi phủi bụi bằng lông, trong khi đó chổi cứng dành cho các công việc khó khăn hơn như quét bụi bẩn trên vỉa hè hoặc sàn bê tông, hoặc thậm chí làm mịn và tạo bề mặt cho bê tông ướt. Phần lớn chổi nằm ở giữa hai mức này, thích hợp để quét sàn ở nhà và cho doanh nghiệp, đủ mềm để linh hoạt và phủi ngay cả bụi nhẹ, nhưng đủ cứng để thực hiện được những động tác quét chắc rắn.
Cây chổi cũng là một vật tượng trưng gắn liền với các phép phù thủy và nghi lễ.

## Đặc điểm
Chổi có ba phần
- Đầu chổi là phần tiếp xúc trực tiếp với mặt đất,các vách tường,...có tác dụng làm sạch bụi bẩn.
- Thân chổi là phần nối liền giữa đầu chổi và cán chổi.
- Cán chổi là phần trên cùng của cái chổi. Cán chổi giúp người quét nhà cầm chổi dễ dàng hơn

## Một số loại chổi

### Dựa vào chất liệu[1]

#### Chổi bông cỏ
Còn có tên khác là chổi đót, chổi chít, chổi bông sậy làm từ bông của cây đót, chít (danh pháp khoa học Thysanolaena latifolia). Khi bông còn non, xanh và chưa nở hoa thì người ta cắt về phơi khô làm chổi. Chổi chít tốt có thể sử dụng từ 3 đến 5 tháng. Gồm các loại:
- Thân được làm bằng chính thân bông chít
- Thân được làm bằng cán nhựa
- Thân được quấn bằng
  - Dây nhựa
  - Dây thép

#### Chổi rơm
Rơm dùng để làm chổi phải là rơm nếp, bởi rơm nếp cứng hơn rơm tẻ và có màu vàng óng. Ngày nay chổi rơm dần bị thay thế bởi chổi chít (quét nhà), chổi chà (quét sân), nghề làm chổi rơm bị mai một dần. Khi nhà nông có máy tuốt lúa ngay tại cánh đồng, gặt xong trong chốc lát là thóc đã được đóng vào bao mang về, còn phần rơm, rạ để lại hết ngoài ruộng, để cho khô rồi châm lửa đốt, do đó không còn rơm nếp để bện chổi.

#### Chổi tre
Làm bằng thân cây tre đã chẻ thành nan mỏng và nhỏ rồi bó kết lại với nhau, thường được công nhân vệ sinh đường phố dùng để quét đường. Tre để làm chổi tre là những lạt và nan tre được chẻ mỏng và hẹp, lấy ở các loại tre lớn như tre tàu, tre mạnh tông, tre lồ lồ, tầm vông. Cây tre được cắt thành hình gióng dài từ 50 đến 80 phân tuỳ theo để làm chổi tre ngắn hay dài, đoạn ngâm nước một đêm cho mềm rồi chẻ ra thành nan mỏng và hẹp. Các nan ấy được bó lại thành chổi. Sau khi chẻ tre thành cọng nhỏ rồi thì bện một đầu vào một cái cán bằng tre và buộc lần lần các đầu cọng vào nhau để làm thành một cái chổi có tay cầm dài 80 phân.

#### Chổi chà
Tên khác là chổi dừa nước, làm bằng cọng của lá dừa nước (danh pháp khoa học Nypa fructicans) thuộc họ nhà dừa. Lá cây dừa mọc từ gốc cây và có hai hàng lá nhỏ cứng ở hai bên. Lá cây còn tươi được cắt về, bỏ một phía lá con và phần cuống gốc lá đi, chỉ để phần trên lá dài độ 1 thước - 1 thước 20 để làm chổi có tay cầm dài chính là cọng của cây dừa. Sau đó buộc lá dừa lại với nhau, hai hàng lá nhỏ gập áp mặt vào nhau, đoạn lấy dây kẽm mà cột tay cầm cho chắc. Một cây chổi chà gồm 5 hay sáu cái lá.

#### Chổi xơ dừa
Làm bằng xơ của vỏ ngoài trái dừa. Khi hái trái dừa đã già để lấy cùi cơm ép dầu hay ăn hoặc lấy nước để uống, thì vỏ ngoài được tách ra bằng dao và được phơi khô. Vỏ ấy có nhiều xơ mềm và rất chắc. Người ta đem vỏ ủ, ngâm vào nước một hai ngày cho mềm ra rồi lấy búa đập dập để xơ được tơi ra và đem xơ ấy ghép lại với nhau thành bàn chổi rộng độ 30 phân, trên có cán làm bằng tre hay gỗ. Bàn chổi dài 30 phân, dày 4 hay 5 phân, có hai miếng tre kẹp chặt lấy xơ dừa ở phía dưới bàn. Hai miếng tre này được nối chặt vào cái cán bằng tre dài 1 thước. Loại chổi này rất bền, chịu được nước ngọt cũng như nước mặn.

#### Chổi sể
Tên khác là chổi thanh hao, được làm từ cành cây chổi sể (danh pháp khoa học Baeckea frutescens), thuộc loại cây sim rừng, thường mọc ở trên đồi, có cành nhỏ và cứng, có tinh dầu thơm. Cành thanh hao được cắt về phơi khô cho lá rụng đi rồi được bó lại làm chổi. Cành được bó lại bằng dây kẽm thành chổi dài 50 phân. Cũng như chổi xơ dừa, cành thanh hao nhỏ, cứng như kẽm và trong có tinh dầu nên dùng làm chổi rất bền, chịu nước, không bị mọt ăn. 

#### Chổi cước
Lông chổi bằng nhựa và cán bằng nhựa hoặc inox có ưu điểm bền, dễ sử dụng, không ngấm nước và không bị rụng ra nhà quét như chổi chít.

### Dựa vào công dụng

#### Chổi quét nhà
Để quét, làm sạch, vệ sinh nền gạch, gỗ trong nhà. Gồm: chổi đót, chổi rơm

#### Chổi lau nhà[1]
Bằng sợi vải. Dùng để lau sàn nhà lát gạch men hay gỗ ván. Loại chổi này có cây bằng gỗ hoặc bằng kim loại như nhôm và bàn bằng sắt có hai hàm răng kẹp một mớ sợi làm bằng chỉ trắng. loại chổi này dùng để lau chùi nhà, lau khô hoặc lau bằng nước. Có hai phần: bàn làm bằng tôn có ốc vặn kẹp bó sợ dây lại, phía trên để chừa một cái lỗ để cắm cán dài 1 thước 20 bằng cây tre, gỗ hay ống tôn tròn.

#### Chổi quét sân
Để quét, làm sạch, vệ sinh sân, mặt đường. Gồm: chổi tre, chổi chà.

## Sự kiện "buôn chổi đót xây biệt phủ"
Năm 2017 tại Việt Nam nổi lên thông tin về một vài quan chức cấp tỉnh và trung ương, được nói là giàu có là do kết quả của "làm thối móng tay", "chạy xe ôm", "bán chổi đót"... Các tấm gương làm giàu điển hình đưa ra được coi là "đủ đốt cháy mọi giáo án của các trường đại học như Thương mại, Học viện Ngoại thương hay Kinh tế Quốc dân" và thậm chí là "các trường đại học tầm cỡ nhất thế giới như Cambridge hay Harvard" .
Tấm gương "buôn chổi đót xây biệt phủ" là một quan chức cấp Giám đốc sở và là "người nhà của lãnh đạo" tỉnh Yên Bái, xây "biệt phủ" ở thành phố Yên Bái. Ngoài những khác lạ về diện tích biệt phủ, vị trí đắc địa thì nguồn gốc tài sản cũng được đặt dấu hỏi, và được chủ nhân trả lời rằng "tài sản hình thành nhờ buôn chổi đót, nuôi lợn,..." mà có .
Chổi đót là vật dụng nhỏ và xã hội tiêu thụ lượng rất nhỏ, giá bán năm 2017 là cỡ 30 nghìn đồng một chiếc, nên mức sinh lời của bán chổi đót là rất nhỏ, không thể như lời quan chức đó nói . Vì thế diễn giải này được xem là "giả dối" "chuyện khôi hài" , "coi thường dân" .

## Văn hóa
- Nhắc đến trong bài hát Bé quét nhà
- Chổi sể (besom) sử dụng làm chổi bay trong các câu chuyện liên quan đến phù thủy
- Đưa vào trong các câu chuyện như Cô Bé Lọ Lem, Tấm Cám,...
- Chổi sể cùn có trong Thầy bói xem voi
- Chổi được sử dụng trong phim như công cụ quét dọn, đập như Tom & Jerry,...